# 管腔臓器
管腔臓器（かんくうぞうき）は、管状、袋状の形態を有する臓器を指す医学用語で、主に病理学分野で用いられる。実質臓器に対する用語である。

## 概要
解剖学用語としては一般的でないが、病理学的には実質臓器（英語: parenchymal organs）に対する用語として管状の構造を有する内臓器官を総称して管腔臓器と呼ぶことがある。消化管、尿路、血管等がある。東洋医学における「臓」と「腑」のうち、「腑」に含まれる器官が多い。

## 例
最も卑近な例が消化管（英語: alimentary tract)で、口腔（英語: oral cavity）から肛門（anus）に至る一連の器官が含まれる。同じ消化器官（digestive tract)でも胆道系（英語: biliary tract)の場合は、肝外胆管（肝管）、胆嚢（galbladder)、総胆管、十二指腸乳頭（Vater乳頭）までを管腔臓器と考えることができるが。肝臓そのものは実質臓器に含める．
尿路系（英語: urinary tract)も、腎盂（英語: renal pelvis）、尿管（ureter）、膀胱（英語: urinary bladder）、尿道（urethra）までを管腔臓器と解釈することができる．
呼吸器（英語: respitary tract）の場合は、上気道（鼻腔、副鼻腔、咽頭、喉頭）から下気道（気管、気管支、肺胞）までの空気の通り道を管腔臓器と呼ぶことが可能である。しかし、肺実質（lung parenchyma）とも表現されるように、気管支・肺胞構造の全体を総称して「実質」と呼ぶことがある。
女性生殖器（英語: female genital tract)も管腔臓器であり、腟（vagina）、子宮頚管（英語: uterine cervical canal）、子宮腔（英語: endometrial lumen）、卵管（oviduct）までがそれに相当する。